# ハーマイオニー (軽巡洋艦)
|               | |
| 艦歴          | |
| 発注          | |
| 起工          | 1937年10月6日 |
| 進水          | 1939年5月18日 |
| 就役          | 1941年3月25日 |
| 退役          | |
| その後        | 1942年6月16日に戦没                                                                                                |
| 除籍          | |
| 性能諸元      | |
| 排水量        | 基準：5,600トン 満載：6,850トン                                                                                    |
| 全長          | 156m |
| 全幅          | 15.4m |
| 吃水          | 4.3m |
| 機関          | パーソンズ式オール・ギヤードタービン4基 蒸気タービン 4軸推進 62,000shp（46 Mw）                                    |
| 最大速力      | 32.25ノット |
| 航続距離      | 30ノットで1,500海里（約2,780km) 16ノットで4,240海里（約7,850km）                                                   |
| 燃料          | 重油 1,100トン |
| 乗員          | 480名 |
| 兵装 (竣工時) | 5.25インチ連装砲 4基 4インチ砲 1門 0.5インチ4連装機関銃 2基 2ポンド4連装ポムポム砲 3基 21インチ3連装魚雷発射管 2基 |

ハーマイオニー (HMS Hermione, 74) は、イギリス海軍の軽巡洋艦。ダイドー級。艦名はギリシア神話に登場する女性ヘルミオネーに由来し、同名の艦船としては3代目。ヴィガラス作戦参加中にドイツの潜水艦の雷撃によって撃沈された。

## 艦歴
スコットランド、グラスゴーのアレキサンダー・ステファン・アンド・サンズ社で1937年10月6日起工。1939年5月18日に進水し、1941年3月25日就役した。
1941年5月、「ハーマイオニー」は本国艦隊の第2巡洋艦戦隊に編入された。6月、地中海艦隊のH部隊に編入されマルタへ航空機輸送をおこなう空母「アーク・ロイヤル」と「フューリアス」を護衛した。7月、「ハーマイオニー」は戦艦「ネルソン」、巡洋戦艦「レナウン」、空母「アーク・ロイヤル」の護衛部隊としてサルデーニャ島の飛行場攻撃に参加した。7月の後半はこれらの艦船は13隻の商船からなるマルタ行きの船団を護衛した（サブスタンス作戦）。次いでスタイル作戦に参加。8月2日、チュニス付近でイタリア潜水艦「テンビエン (Tembien)」を体当たりで撃沈した。9月、マルタへ航空機輸送をする空母「アーク・ロイヤル」を護衛（ステイタス作戦）。9月の残りの期間はジブラルタル方面からマルタへの輸送船団の護衛に従事した（ハルバード作戦）。10月、マルタへの航空機輸送作戦（コールボーイ作戦）に参加。11月、マルタへの航空機輸送のため空母「アーガス」、「アーク・ロイヤル」、戦艦「マレーヤ」を護衛したが、帰路「アーク・ロイヤル」がドイツの潜水艦によって撃沈された（パーペテュアル作戦）。
1942年3月にも空母を護衛した。その後、ジブラルタルからダーバンまでマダガスカル攻略のための船団を護衛した。4月19日、南アフリカのサイモンズタウンに寄航しドックに入渠。6月、「ハーマイオニー」は地中海に戻り第15巡洋艦戦隊に編入された。
6月、東からマルタへ補給船団を送るヴィガラス作戦に参加。作戦は結局失敗となり、アレクサンドリアへ向かっていた6月16日未明に「ハーマイオニー」はクレタ島南方でドイツ潜水艦「U205」の雷撃を受けた。1時27分に魚雷1発が右舷中央部に命中。短時間で艦は22度まで傾斜し、その後も傾斜は増大した。傾斜が35度に達したところで総員退艦命令が出され、その後転覆し、被雷から21分後に沈没した。駆逐艦「アルデンハム」、「エクスモア」、「ビューフォート」によって440名が救助されたが、88名が戦死した。